# NGC 4675
NGC 4675 este o radiogalaxie situată în constelația Ursa Mare. A fost descoperită în 14 aprilie 1789 de către William Herschel. Se află la o distanță de 68,55 de megaparseci de Pământ.